# Oterdumerwarven
Oterdumerwarven of De Warven, vroeger ook Woltersweer, is een streekje in de gemeente Eemsdelta in de historische Oosterhoek. Het ligt tussen de weg van Delfzijl naar Woldendorp en de Oosterhornhaven, direct ten oosten van het industriegebied van Delfzijl. De naam verwijst naar warf, een opgeworpen hoogte, bij Oterdum. Net als in Oterdum zelf is de bebouwing in Oterdumerwarven verdwenen.
In Oterdumerwarven bevond zich een voorwerk van de commanderij Oosterwierum te Heveskesklooster, dat in 1598 als Woltersweer ofte Up de Werven wordt vermeld. Volgens een notitie van de schoolmeester van Oterdum uit 1828 heette het dorp zo omdat het 'uit onderscheidene verspreide woningen was opgebouwd'.